# Сельское поселение Коноваловка
Сельское поселение Коноваловка — муниципальное образование в Борском районе Самарской области.
Административный центр — село Коноваловка.

## Административное устройство
В состав сельского поселения Коноваловка входят:
- село Коноваловка,
- посёлок Захаровка,
- посёлок Немчанка,
- железнодорожный разъезд 1203 км.

## Население
| 2010  | 2012  | 2013  | 2014  | 2015  | 2016  | 2017  | 2018  | 2019  |
| ----- | ----- | ----- | ----- | ----- | ----- | ----- | ----- | ----- |
| 1066  | ↗1081 | ↘1072 | ↗1090 | ↗1101 | ↗1116 | ↘1106 | ↗1159 | ↗1223 |
| 2020  | 2021  |       |       |       |       |       |       |       |
| ↗1241 | ↘1140 |       |       |       |       |       |       |       |